# Nasrin
Nasrin (in persiano: نسرين, /næs.ˈɾiːn/, traslitterato anche come Nasreen) è un nome proprio di persona persiano femminile.

## Varianti
- Bengali: নাসরীন (Nasrin)[1][3]
- Turco: Nesrin, Nesrine[1][4]

## Origine e diffusione

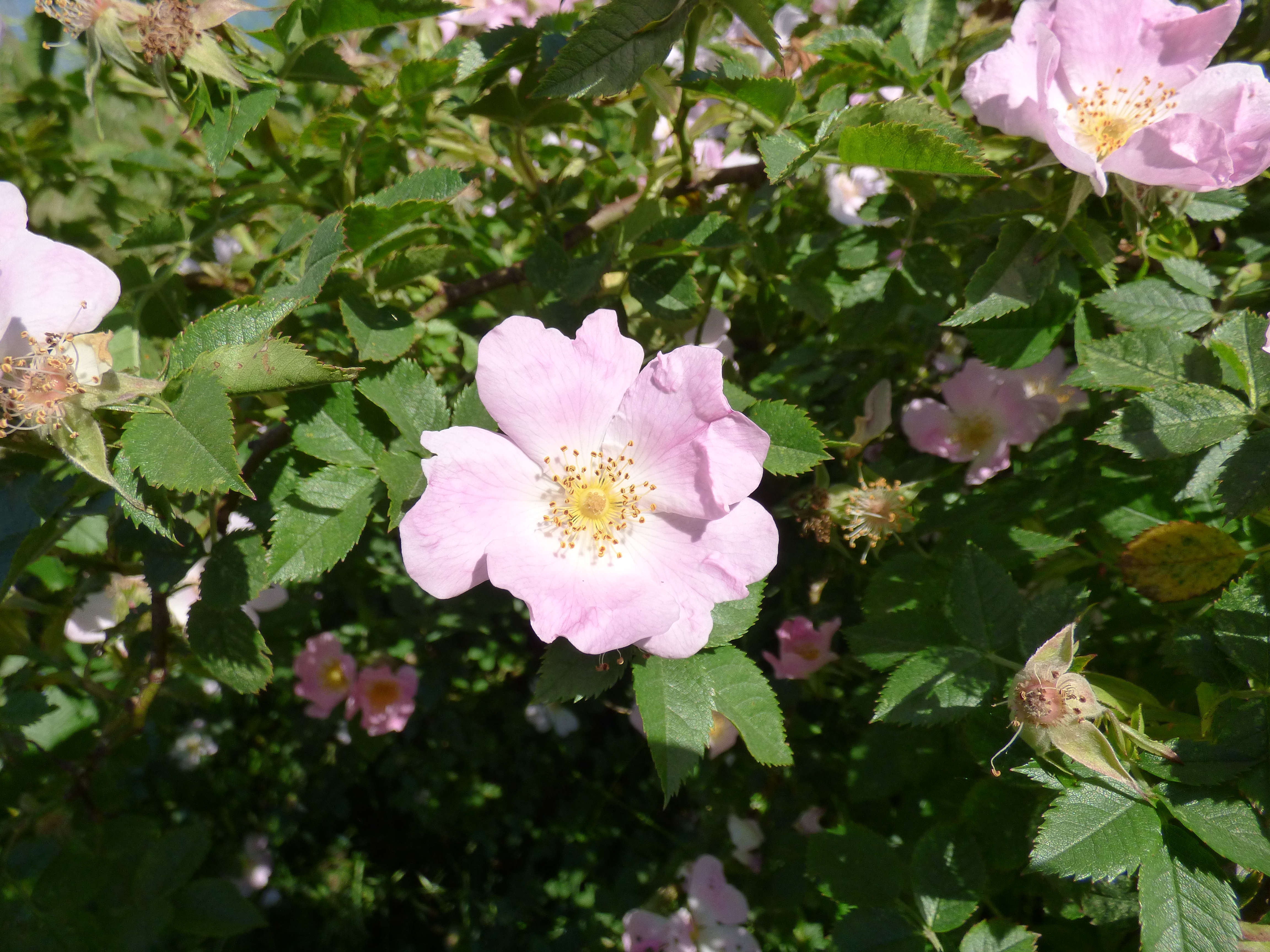
Esemplare di rosa canina

Deriva dal persiano nasrīn, che vuol dire "rosa canina". Ha quindi un significato analogo al nome italiano Rosa, al nome persiano Gül, al nome arabo Warda, al nome inglese Rhoda e al nome greco Triantafyllos.  
È uno dei nomi femminili più popolari in Iran, ed è diffuso anche in regioni del Sud Asia, soprattutto Pakistan, India e Bangladesh, e del Nord Africa, soprattutto Marocco, Algeria, Tunisia and Libia; oltre che in Turchia, Afghanistan e in Kurdistan.

## Persone
- Taslima Nasrin, attivista bengalese
- Nasrin Sotoudeh, attivista iraniana
- Nasrin Abdalla, militare curda
- Nasrin Oryakhil, ginecologa afghana
- Nesrin Hanim, consorte ottomana
- Nesrin Kadın, consorte ottomana